# Sidney Johnson
Ne doit pas être confondu avec Sydney Johnson.
Sidney Johnson (Ohio, 1877 - ?) fut un ancien athlète et tireur à la corde américain. Il a participé aux Jeux olympiques de 1904 et remporta la médaille d'or avec l'équipe américaine Milwaukee Athletic Club.